# Berufliches Schulzentrum für Wirtschaft und Datenverarbeitung Würzburg
Zum Beruflichen Schulzentrum für Wirtschaft und Datenverarbeitung gehören fünf Schulen, die Berufsfachschule für Büroberufe, die Berufsfachschule für Kaufmännische Assistenten – Fachrichtung E-Business-Management, die Berufsfachschule für IT-Berufe mit den zwei Ausbildungszweigen Fachinformatiker-Anwendungsentwicklung und Fachinformatiker-Systemintegration, die Fachschule für Datenverarbeitung und die Städtische Wirtschaftsschule.
Schulträger dieser Einrichtungen ist die Stadt Würzburg.
Mit Ausnahme der Fachschule für Datenverarbeitung gewährt die Stadt Schulgeld- und Lernmittelfreiheit. Es wird ein monatlicher Auslagenersatz von 5 € erhoben. Anmeldezeitraum ist Mitte Februar (Ausgabe der Zwischenzeugnisse) bis 30. April. Melden sich mehr Bewerber an, als Plätze zur Verfügung stehen, kommt ein Auswahlverfahren zur Anwendung.

## Geschichte
1908 gründete der Polytechnischen Zentralverein die stenografische Abteilung, die bald um Maschineschreiben und kaufmännische Fächer ergänzt wurde. Untergebracht war die Schule bis 1945 in der Maxschule, dem späteren Mozartgymnasium. Ab 1940 wurde die Stadt Würzburg Schulträger. Ab 1950 konnte wieder das Gebäude in der Bibrastraße genutzt werden.

## Berufsfachschule für Büroberufe
Aufnahmevoraussetzung für die Berufsfachschule für Büroberufe ist der qualifizierende Hauptschulabschluss. Ziel des dreijährigen Ausbildungsganges an der Berufsfachschule für Büroberufe ist es, die Schüler so zu qualifizieren, dass sie am Ende der vollzeitschulischen Ausbildung die Prüfung als Kaufmann/Kauffrau für Büromanagement der Industrie- und Handelskammer bestehen. Es werden kaufmännische Grundlagen, wie Betriebswirtschaftslehre, Buchführung, Organisationslehre, gelehrt. Daneben erfolgt eine intensive Schulung in Bürosoftware sowie ERP-Software SAP ECC 6.0. Wer die Berufsabschlussprüfung der IHK bestanden und im Schulabschlusszeugnis der Berufsfachschule für Büroberufe einen Notendurchschnitt von 3,0 hat und zudem mindestens eine 4 im Fach Englisch nachweist, dem wird gleichzeitig die mittlere Reife verliehen. Ausbildungsbeihilfe nach den Richtlinien des Bundesausbildungsförderungsgesetzes (BAföG) ist möglich.

## Berufsfachschule für Kaufmännische Assistenten – E-Business-Management
Aufnahmevoraussetzung ist die mittlere Reife. Mit der zweijährigen Ausbildung kann der Abschluss als Staatlich geprüfter Kaufmännischer Assistent – Fachrichtung E-Business-Management erworben werden. Mit dem Abschluss können vielfältige Aufgabenbereiche im mittleren Management - unter anderem im Personalwesen, im Rechnungswesen sowie im E-Commerce und Online-Marketing ausgeübt werden. Des Weiteren kann man direkt in die zweijährige Berufsoberschule eintreten. Eine Förderung nach dem Bundesausbildungsförderungsgesetz (Schüler-BAföG) ist möglich.
Die zwei Schwerpunkte dieser Ausbildung sind zum einen die Vermittlung vertiefter Kenntnisse und Fertigkeiten in Rechnungswesen, Betriebswirtschaftslehre und in den Grundlagen der Informations- und Kommunikationstechnik, in Betriebssystemen und Netzwerken, zum anderen der versierte praxisorientierte Umgang mit Word, Excel, Access und kaufmännischer Standardsoftware. Praxiserfahrungen erlangen die Schüler in Trainingsfirmen sowie in einem betrieblichen Praktikum zwischen dem 1. und 2. Ausbildungsjahr. Die zweijährige Ausbildung endet mit einer staatlichen Abschlussprüfung.

## Berufsfachschule für IT-Berufe
Aufnahmevoraussetzung ist mindestens die mittlere Reife. Im Rahmen einer dreijährigen vollzeitschulischen Ausbildung können Schülerinnen und Schüler den Abschluss Fachinformatiker/in - Fachrichtung Systemintegration oder Fachinformatiker/in – Fachrichtung Anwendungsentwicklung erlangen. Auf die IHK-Prüfung werden die Schüler praxisorientiert über schulische Trainingsfirmen und über ein halbjähriges betriebliches Praktikum vorbereitet. Ausbildungsinhalte sind für beide Berufe Grundlagen der Programmierung, Datenbanken, betriebswirtschaftliche Prozesse und Softwareanwendungen. Ab dem zweiten Ausbildungsjahr erfolgt die Profilbildung entsprechend dem Ausbildungsberuf. So beschäftigen sich die Fachinformatiker-Anwendungsentwicklung schwerpunktmäßig mit Design-Entwicklung und objektorientierter Programmierung, während die Fachinformatiker-Systemintegration sich verstärkt mit der technischen Infrastruktur und Netzwerken auseinandersetzen. Eine Förderung nach dem Bundesausbildungsförderungsgesetz (Schüler-BAföG) ist möglich.

## Fachschule für Datenverarbeitung
Aufnahmevoraussetzung ist eine kaufmännische Berufsausbildung und ein Jahr Berufspraxis. Ohne kaufmännische Berufspraxis kann man nach sieben Jahren einschlägiger kaufmännischer Tätigkeit ebenfalls in die Fachschule für Datenverarbeitung. Förderungsmöglichkeiten sind nach BAföG möglich.
Als Einrichtung der beruflichen Fortbildung bereitet sie in zwei Vollzeitschuljahren auf die Abschlussprüfung zum „Staatlich geprüfte/n Wirtschaftsinformatiker/in“ vor.
Wer zudem noch allgemeinbildende Fächer wie Mathematik und Englisch belegt, kann am Ende der Ausbildung über eine Ergänzungsprüfung in Englisch die Fachhochschulreife erwerben.
Inhalte der Ausbildung sind die Vertiefung und Erweiterung kaufmännischen Schnittstellenwissens in den Bereichen Logistik, Personal, Rechnungswesen und Controlling sowie die Verknüpfung mit kaufmännischer ERP-Software (SAP ECC 6.0). Im IT-Bereich werden Methoden der Softwareentwicklung geschult und mit den Programmiersprachen Ruby, VB, Java Programme unter Zugriff auf die Oracle-Datenbank realisiert.

## Wirtschaftsschule
Die Wirtschaftsschule ist eine Schulart, die es in dieser Form nur in Bayern gibt. Bildungsangebot und Anforderungsniveau liegen zwischen Hauptschule und Gymnasium. Als eine Schule, die zum mittleren Schulabschluss führt, vermittelt sie eine solide Allgemeinbildung in Fächern wie Deutsch, Englisch, Mathematik, Geschichte, Sozialkunde, Mensch und Umwelt, musische Erziehung, Sport und Französisch. Daneben bilden kaufmännische Fächer und Informationsverarbeitung den zweiten Schwerpunkt. In Übungsfirmen werden reale Abläufe simuliert.

### Ausbildungszweige
In die vierstufige Form können Schüler aus der Hauptschule, der Realschule oder dem Gymnasium wechseln. Wahlmöglichkeit zwischen dem mathematisch-naturwissenschaftlichen und dem kaufmännischen Zweig besteht ab der 8. Jahrgangsstufe.
Die zweijährige Form der Wirtschaftsschule steht Hauptschülern mit qualifizierendem Hauptschulabschluss offen. Sie können neben einer fundierten kaufmännischen Grundbildung den mittleren Schulabschluss erwerben.

### Offene Ganztagsschule
Auf Wunsch können Schülerinnen und Schüler bis auf die Mittagsverpflegung kostenfrei die Offene Ganztagsschule besuchen.

### Lage
Die Wirtschaftsschule ist als Außenstelle des Beruflichen Schulzentrums in der Pestalozzistraße im Würzburger Stadtteil Grombühl untergebracht.